# Kim Min-kyun
Kim Min-kyun (kor. 김민균; ur. 30 listopada 1988 w Gimpo) – koreański piłkarz występujący na pozycji pomocnika w Fagiano Okayama.

## Kariera klubowa
Kim Min-kyun rozpoczął profesjonalną karierę w Daegu FC, do którego przeszedł w 2009 roku. Rozegrał 37 meczów w K-League i strzelił jednego gola. W 2011 roku został zawodnikiem japońskiego Fagiano Okayama. W ciągu dwóch lat wystąpił w jego barwach w 73 spotkaniach, zdobywając 10 bramek. Na początku 2013 roku podpisał kontrakt z Jagiellonią Białystok, jednakże już po pół roku opuścił zespół z powodu problemów z aklimatyzacją. Obecnie ponownie jest piłkarzem Fagiano Okayama.

## Statystyki kariery
| Sezon       | Klub                  | Kraj             | Rozgrywki            | Mecze | Bramki |
| ----------- | --------------------- | ---------------- | -------------------- | ----- | ------ |
| 2009        | Daegu FC              | Korea Południowa | K-League             | 27    | 1      |
| 2010        | Daegu FC              | Korea Południowa | K-League             | 10    | 0      |
| 2011        | Fagiano Okayama       | Japonia          | J. League Division 2 | 35    | 4      |
| 2012        | Fagiano Okayama       | Japonia          | J. League Division 2 | 38    | 6      |
| 2012/13 (w) | Jagiellonia Białystok | Polska           | Ekstraklasa          | 5     | 0      |
| 2013 (j)    | Fagiano Okayama       | Japonia          | J. League Division 2 |       |        |

## Reprezentacja
Kim Min-kyun zajął wraz z reprezentacją Korei Południowej U-19 trzecie miejsce na Mistrzostwach Azji 2006. Grał także w kadrze U-20 w 2007 roku.